# Автобанполіс

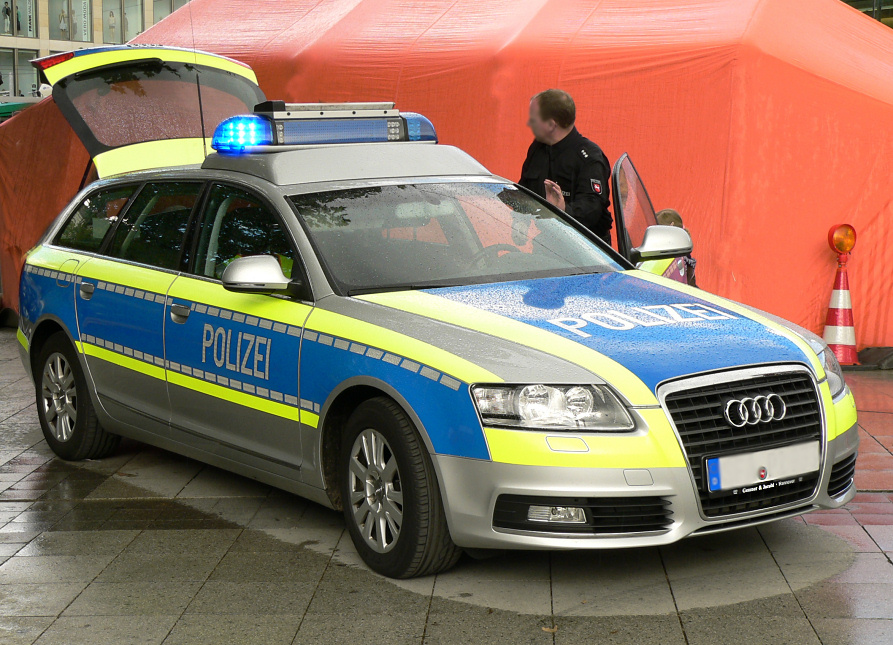
Автомобіль Автобанполіс (Нижня Саксонія)

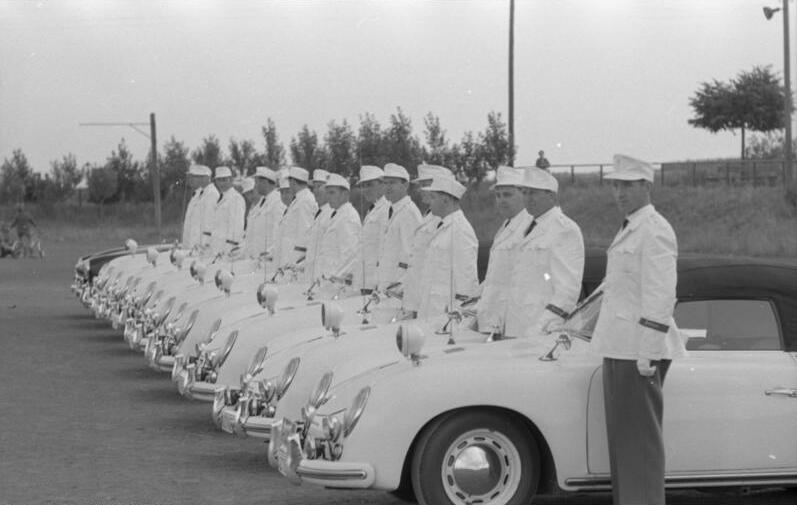
Автобанполіс у 1959 році, стоячи біля своїх поліцейських машин Porsche 356

Автобанполіс це термін у Німеччині для дорожніх патрулів. Інтенсивний рух і аварії на високій швидкості призвели до створення спеціальних підрозділів поліції для патрулювання швидкісних доріг, відомих як Автобани.

## Організація
Хоча автобани є федеральними дорогами,  Автобанполіс завжди є частиною державної поліції (Landespolizei у Німеччині). У Швейцарії державна поліція (Kantonspolizei) також відповідає за патрулювання на дорогах.

## Операції
Співробітники Автобанполіс сприяють і регулюють рух транспорту, допомагають водіям, чиї машини зламалися на автобані, оперативно реагують на ДТП. Перевірка безпеки транспортних засобів і запобігання злочинам на зупинках також є частиною обов’язків  Автобанполіс.
Слідчі відділи розслідують злочини на зупинках і пересування злочинців і контрабандистів автобаном, часто разом з німецькою митницею.  Автобанполіс також використовує швидкісні транспортні засоби без розпізнавальних знаків із відеокамерами, непомітно встановленими спереду та ззаду, щоб стежити за необережними водіями та водіями, які пересуваються на швидкості, і знімати їх. Приблизно 30% автобанів у Німеччині мають постійне обмеження швидкості 130 км/год (80 миля/год) або менше, переважно в міських районах. На залишку 130 км обмеження швидкості км/год є лише рекомендаційним.

## ЗМІ
- Alarm für Cobra 11 – Die Autobahnpolizei — це німецький телевізійний серіал про команду з двох чоловік Autobahnpolizei, спочатку в Берліні, а потім у Північному Рейні-Вестфалії.